# Frente Catalán de Orden
El  Frente Catalán de Orden (en catalán Front Català d'Ordre) fue una coalición electoral formada en las circunscripciones de Cataluña (España) para concurrir a las elecciones generales de 1936. La formaban fuerzas políticas de la derecha , bajo la hegemonía centrista de la Lliga Catalana, versión catalana del Frente Nacional Contrarrevolucionario.
Estaba constituida por la Lliga Catalana, Derecha de Cataluña, Acció Popular Catalana, Partido Republicano Radical, Comunión Tradicionalista y Renovación Española. No les unía ningún programa coherente, y su propaganda se fundamentó en el ataque al Front d'Esquerres de Catalunya (el nombre que adoptó el Frente Popular en Cataluña) y en la idea de que no se podían repetir los sucesos octubre de 1934 liberando a sus protagonistas.

## Candidatos
La lista presentada en la ciudad de Barcelona estaba constituida por los siguientes candidatos:
- Lliga Catalana: Juan Ventosa Calvell y 9 candidatos más.
- CEDA: Luis Jover Nonell y 2 candidatos más.
- Partido Republicano Radical: Alejandro Lerroux.
- Comunión Tradicionalista: Joaquín Gomis Cornet
- Derecha de Cataluña: Santiago Torrent Buxó.

La lista presentada en la provincia de Barcelona estaba constituida por los siguientes candidatos:
- Lliga Catalana: Francisco Cambó Batlle y 5 candidatos más.
- CEDA: Antonio Barata Rocafort y 3 candidatos más.
- Partido Republicano Radical: José Polo Otín más.

La lista presentada en la provincia de Gerona estaba constituida por los siguientes candidatos:
- CEDA: José Ayats Surribas.
- Lliga Catalana: Juan Estelrich Artigues y otro candidato más.
- Partido Republicano Radical: Jaime Busquets Norat.
- Comunión Tradicionalista: Luis Hernando de Larramendi.

La lista presentada en la provincia de Lérida estaba constituida por los siguientes candidatos (los radicales no participaron en la coalición en esta circunscripción):
- CEDA: José Abizanda Puntas.
- Lliga Catalana: Manuel Florensa Farré y otro candidato más.
- Comunión Tradicionalista: Casimiro de Sangenís Bertrand.

La lista presentada en la provincia de Tarragona estaba constituida por los siguientes candidatos:
- Comunión Tradicionalista: Joaquín Bau Nolla.
- CEDA: José Mullerat Montedevila.
- Lliga Catalana: José María Casabot Torzá.
- Partido Republicano Radical: Ramón Barbat Miratle y otro más.
- Republicano independiente: Cayetano Vilella Puig.

## Resultados
Sus listas resultaron derrotadas en las cinco circunscripciones catalanas por el Front d'Esquerres. Obtuvieron una media del 40,8 % de los votos (frente al 59,1 % del Front d'Esquerres) y 13 de los 54 diputados en juego (12 de la Liga Catalana y un tradicionalista, por Tarragona).